# 3BallMTY
3BallMTY (pronunciado Tribal Monterrey) es un grupo de disc-jockey pop y electrónico mexicano originario de Monterrey, Nuevo León. El DJ Collective (el nombre que sus miembros se han dado formalmente) fue formado en 2009, actualmente el grupo lo componen Sergio Zavala (DJ Sheeqo Beat) y Alberto Presenda (DJ Otto). Fueron ganadores del Latin Grammy al Mejor Nuevo Artista del 2012.
El nombre 3Ball proviene de la palabra tribal, que se refiere a la cultura de la música tribal guaracha, popular en muchos países de habla hispana alrededor del mundo. La agrupación cuenta con tres álbumes de estudio, Inténtalo (2011) Globall (2014) y Somos (2020). Alcanzaron la fama gracias a su sencillo debut «Inténtalo» lanzado en 2011 junto a El Bebeto y América Sierra. Otro temas reconocidos incluyen «Besos al aire», «La noche es tuya», «De las 12 a las 12», «Baile de amor», entre otros.

## Historia

### 2009-2010: Primeros años
En agosto de 2009, el joven disc-jockey de Monterrey, Erick Rincón, se unió a sus compañeros DJ Sergio Zavala y Alberto Presenda. Muy acorde con su sonido sintético e inspirado en el techno, los tres DJ se conocieron a través de Internet. El trío tenía la visión de combinar dos facetas fundamentales de la industria de la música: la producción y la interpretación. En 2010, el grupo se hizo conocido como 3BallMTY, y se propuso establecer una nueva base para la música electrónica latina, que 3Ball presentó ese año.
En diciembre de 2010, fueron invitados al festival Worldtronics que se celebra en Alemania. Fue la primera vez que el grupo viajó fuera de México. En 2011, el grupo firmó un contrato discográfico con el sello Latín Power Music, una división de Universal Music Group. El 6 de diciembre lanzaron su álbum debut, Inténtalo, que cuenta con colaboraciones con artistas como Smoky, América Sierra, El Bebeto, Morenito, Favela, Milkman y Horacio Palencia.

### 2010-2013:Inténtalo

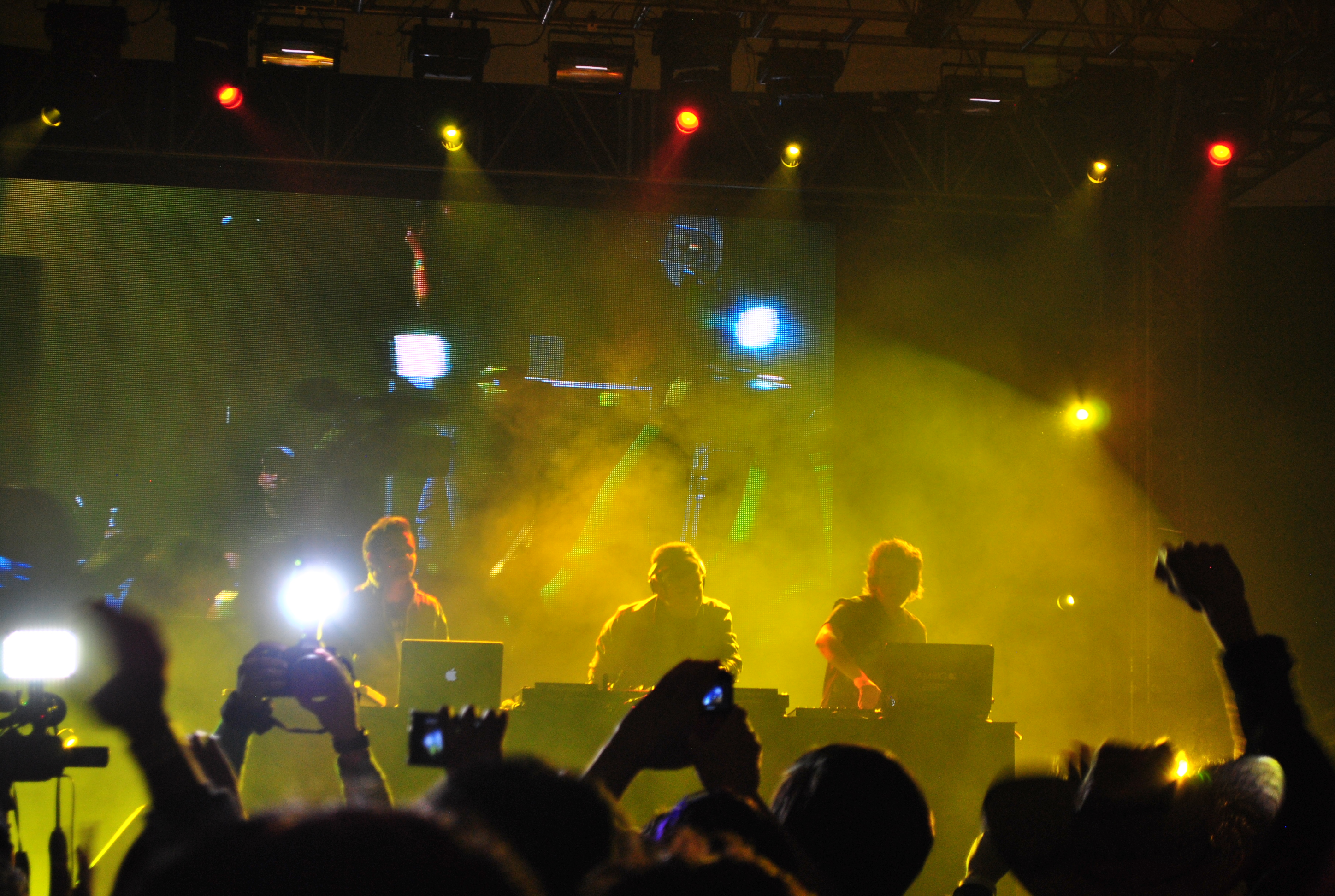
3BallMTY en Aldea Digital, Ciudad de México en 2013.

Saltó a la fama en 2012 cuando su sencillo «Inténtalo», extraído del álbum del mismo nombre, en colaboración con El Bebeto y América Sierra alcanzó el número 1 en la lista Billboard Latin Songs durante dos semanas no consecutivas. La canción fue interpretada en vivo por el grupo en la ceremonia de los Premios Billboard de la Música Latina del 2012. El 4 de febrero de ese año iniciaron su primera gira por México. 
El 18 de octubre del 2012, junto con Gerardo Ortiz dominaron los Premios Billboard de la Música Mexicana. En el segundo premio anual de música, recibió 9 premios, algunos de los cuales incluían Artista Nuevo del Año, Artista del Año, Dúo o Grupo; Canción del año y Descarga digital del año. El 15 de noviembre,  ganó el premio Grammy Latino al Mejor Artista Nuevo.[cita requerida]
En 2013, lanzaron un nuevo sencillo «Quiero bailar (All Through the Night)» con Becky G. Se estrenó el 10 de septiembre de 2013 en Univisión. El tema aparece en las versiones de Need for Speed: Rivals para PlayStation 4 y Xbox One.

### 2014-2015:Globall
El 24 de marzo de 2014, lanzó su segundo álbum Globall con varios artistas invitados en las canciones; como Belinda, Far East Movement, Becky G, Gerardo Ortiz, Cowboy Troy, Las Cumbia Girls y Jotdog. En su primera semana de lanzamiento en Estados Unidos se posicionó en el lugar número uno en ventas en ese país. El álbum contiene 13 canciones de la cuales se extrajeron cuatro sencillos; «Vive hoy» publicado el 2 de abril de 2013, seguido de «Quiero bailar (All Through the Night)», «La noche es tuya» y «De las 12 a las 12».
Con respecto al álbum Erick Rincón declaró: «Mantenemos el sonido tribal, que es lo que nos caracteriza, pero quisimos incluir más elementos del pop, como guitarras y colaboraciones con otros cantantes, y además pusimos a Gerardo a cantar una canción tribal, que no son corridos, ni baladas, para hacer un cambio». Para su promoción, se emprendieron en la gira promocional de Globall el 14 de febrero de 2014 en Las Vegas, Estados Unidos, también se presentaron en  otras ciudades como Los Ángeles y en México en ciudades como Monterrey y Ciudad de México, entre otras.

### 2016-2022: Partida de Erick Rincon ySomos
El 5 de julio de 2016, Sergio y Alberto anunciaron que Erick Rincon había decidido dejar el grupo para aventurarse en proyectos individuales. También se reveló que estaba luchando para mantenerse al día tanto con proyectos individuales como con otros proyectos grupales. El mismo año el grupo lanzó el sencillo «Bailar contigo» con Chyno Miranda y El Jova presentándose en varios conciertos. El 2 de noviembre de 2018, se lanzó el sencillo «Tequila» con Chayin Rubio como parte de los sencillos promocionales de su tercer material discográfico.
Otros sencillos publicados a lo largo de 2019 fueron «Quisiera tenerte» y «Ladrón», finalmente el cuarto álbum de estudio titulado Somos salió a la venta oficialmente el 21 de febrero de 2020 que incluye 13 temas inéditos presentados y anunciados en sus redes sociales. Del 14 al 15 de marzo de ese año, asistió al SXSW 2019 en Austin, Texas, junto a Voz de Mando, Vanessa Zamora y Agrupación Cariño.

### 2022-presente: Regreso de Erick Rincon
El 11 de mayo de 2022, a través de su página de Facebook, el grupo sube una foto anunciando el regreso de Erick Rincon, confirmándolo el 17 de mayo de 2022 mediante otra publicación en su página con la leyenda "Estamos de regreso".

## Miembros

### Miembros actuales
- Alberto Presenda (DJ Otto) — 2009 - presente
- Sergio Zavala (DJ Sheeqo) — 2009 - presente

### Exmiembro
- Erick Rincón — 2009 - 2016

## Discografía
Álbumes de estudio
- 2011: Inténtalo[28]
- 2014: Globall[8]
- 2020: Somos[29]

## Giras musicales
- 2012: Inténtalo Tour
- 2014: Globall Tour